# Jordforbedring
Jordforbedring er den forbedring af jordens dyrkbarhed, som man udfører, mens dyrkningen foregår. Den består af følgende arbejder:
- Teksturforbedring
- Humuspleje
- pH-regulering

Under haveforhold vil man ofte arbejde med en tilsætning af jordforbedringsmidler, der gør jorden nemmere at bearbejde eller bedre for planterne at vokse i. For eksempel kan man tilsætte en mængde sand eller grus for at skabe en bedre porøsitet i en tung lerjord.
Man kan også tilsætte halvt omsat kompost, der kun afgiver en lille mængde mineraler og næringsstoffer, men som forbedrer jordens humusindhold.
Endelig tilsætter man jordforbedringsmidler, der ændrer jordens pH, sådan at bl.a. surbundsplanter, stauder og roser får dækket deres behov for bestemte syre/base-forhold i jorden.
Jordforbedringsmidler er altså ikke det samme som gødskning, der primært består i at tilføre jorden næringsstoffer til planterne, men det kan også være mange naturmaterialer og specialblandinger, der indeholder begge dele.

## Grundforbedring
Grundforbedring er den vedvarende forbedring af jordens dyrkbarhed, som man udfører før dyrkningen skal begynde. Den består af følgende arbejder:
- Rydning for sten og træer
- Dræning
- Grubning
- Kalkning eller mergling
- Grundgødskning
- Etablering af læhegn

På meget intensivt dyrket jord kan man yderligere øge dyrkbarheden ved at foretage jordforbedring.